# Voss Torp Brill
Voss Torp Brill var en dansk nyrocktrio bestående af Johannes Voss, Nils Torp og Anders Brill Gilberg, der alle tre havde været med i nyrockgruppen Kliché. Trioen stod bag "audioen" (en høremusical) Den store lysfest.
Audioen blev pladeudgivet i 1984, mens Kliché stadig fandtes, og pladen kom til at hedde Dobbelt Plus.
Trioen opløstes hurtigt, men audioen blev opført i 1987 på DR og suppleret med en ny pladeudgivelse, denne gang med Nanna, Steffen Brandt og Peter Belli.
| Musikgruppe | Spire Denne artikel om en dansk musikgruppe er en spire som bør udbygges. Du er velkommen til at hjælpe Wikipedia ved at udvide den. |